# 奥脇竜哉
奥脇竜哉（おくわき りゅうや、2000年8月26日 - ）は、日本のムエタイ選手。
神奈川県出身。身長162cm、体重54kg。エイワスポーツジム所属。
獲得タイトルは、ラジャダムナン・スタジアム認定ミニフライ級チャンピオン、ムエサイアムイサーンミニフライ級チャンピオン、WPMF世界ミニフライ級チャンピオン、IBFムエタイ世界ミニフライ級チャンピオン、WMO47キロ級チャンピオン、WMC世界ピン級チャンピオンなど。

## 来歴
2018年4月8日、ディファ有明での「Battle Of Muaythai 17」にてWMC世界ピン級王座獲得。
2019年7月18日、タイでIBFムエタイ世界ミニフライ級王座獲得。
2019年9月9日、タイでラジャダムナン・スタジアム認定ミニフライ級王座獲得。
2020年2月9日、WPMF世界ミニフライ級王座獲得。